# Ierse rebel-muziek
Ierse rebel-muziek is een subgenre van de Ierse folk, met dezelfde instrumentatie, maar met teksten die expliciet gaan over de strijd voor Ierse vrijheid, mensen van vrijheidsgroeperingen, Keltische eenheid, en bevechten van de Britse bezetters. Verschillende rebel-bands hebben "crossover" muziek gemaakt, Ierse rebel-teksten en instrumentatie maar gemixt met andere, meer stijlen zoals hiphop. Groepen als Seanchai en Unity Squad brengen door hiphop beïnvloede Ierse muziek.
Hier een voorbeeld van een rebel-songtekst:
Het gebeurt dikwijls dat verschillende groepen dezelfde liedjes spelen, dit is te verklaren vanuit het "folk-karakter", waarbij de liedjes al heel oud zijn, en doorgegeven in pubs en op betogingen of marsen.

## Ierse rebel-groepen
- Athenrye
- Barleycorn
- Battering Ram
- Éire Óg
- Gary Óg
- Irish Brigade
- Seanchaí
- Shebeen
- Spirit of Freedom
- The Dubliners
- The Pogues
- The Wolfe Tones
- The Unity Squad
- Wolfehound

## Ierse rebel-liedjes
- Ambush At Drumnakilly
- A Nation Once Again
- Banna Strand
- Belfast Brigade
- Birmingham Six
- The Black Watch
- Blood Stained Bandage
- Bobby Sands MP
- Bold Robert Emmet
- Boys of the Old Brigade
- Bring Them Home
- Broad Black Brimmer
- Catholic and True
- Celtic Symphony
- Come Out Ye Black And Tans
- Crossmaglen
- Crumlin Kangaroos
- Dying Rebel
- Erin go Bragh
- Fenian Record Player
- Fields of Athenry
- Foggy Dew
- Four Green Fields
- Free The People
- Gibraltar
- Give Ireland Back To The Irish
- Go On Home British Soldiers
- God Save Ireland
- H-Block Song
- Helicopter Song
- Hughes Lives On
- I.R.E.L.A.N.D
- The Informer
- Ireland Divided
- Ireland Unfree
- Ireland United, Gaelic and Free
- Irish Soldier Laddie
- Irish Ways And Irish Laws
- James Connolly
- Joe McCann
- Joe McDonnell
- Kevin Barry
- Let the People Sing
- Long Kesh
- London's Derry
- Loughall Martyrs
- Luck Of The Irish
- Meet Me At The Pillar
- Men Behind The Wire
- Merry Ploughboy
- Michael Collins
- Northern Gaels/Crumlin Jail
- Old Fenian Gun
- On The One Road
- One Shot Paddy
- Only Our Rivers Run Free
- Oró Sé Do Bheatha 'Bhaile
- Our Day Will Come
- Paddy Public Enemy Number 1
- Padraic Pearse
- The Patriot Game
- Pearse Jordan
- The People's Own MP
- Protestant Men
- Provo's Lullaby
- Rebel Hip Hop
- Rifles of the IRA
- Rising Of The Moon
- Roddy McCorley
- Roll of Honour
- SAM Song
- Say Hello To The Provos
- Sean South of Garryowen
- Sean Treacy
- Skibbereen
- Sniper's Promise
- Song Of The Celts
- Sunday Bloody Sunday
- Take It Down From The Mast
- The Teddy Bear's Head
- Tom Williams
- Tri-Coloured Ribbon
- The Valley of Knockanure
- The Volunteer
- Wearing of the Green
- West's Awake
- White, Orange and Green
- Women Of Ireland
- Wrap The Green Flag Around Me, Boys